# Edmond Thieffry
Edmond Thieffry, belgijski odvetnik, častnik, vojaški pilot in letalski as, * 28. september 1892, Etterbeek, † 11. april 1929, Afrika (KIFA).
Podporočnik Thieffry je v svoji vojaški službi dosegel 10 zračnih zmag.

## Življenjepis
Ob pričetku prve svetovne vojne se je Thieffry, po poklicu odvetnik, pridružil oboroženim silam Belgije, a so ga kmalu zajeli Nemci.
Uspel je pobegniti na Nizozemsko s ukradenim motorjem, kjer so ga internirali. Uporabil je vse svoje pravno znanje in dosegel, da so ga spustili, tako da je prišel nazaj v Belgijo.
Nato je bil premeščen k vojnem letalstvu Belgije, kjer pa je med osnovnim urjenjem razbil več letal kot kateridrugi belgijski pilot. Vodstvo ga tako ni hotelo dodeliti dvosedežnim letolom, saj bi lahko tako ubil še opazovalca, zato so ga dodelili k enosedežnim letalom. 
Po ponovnem strmoglavljenju Nieuporta je plezal iz razbitin in pri tem po nesreči sprožil mitraljez proti opazovalcem, ki so mu želeli pomagati.
Kmalu zatem so se njegove letalne sposobnosti izboljšale, tako da je postal letalski as.
Februarja 1918 je bil ponovno sestreljen, a je kljub gorečemu letalu preživel in ponovno postal vojni ujetnik.

## Odlikovanja
- red Leopolda II.
- Croix de Guerre